# Ноулз, Чарльз, 1-й баронет
Сэр Чарльз Ноулз, 1-й баронет, в России известный, как Чарльз или Карл Ноульс (англ. Sir Charles Knowles, 1st Baronet; около 1704, Лондон — 9 декабря 1777, Гилфорд) — адмирал Британского королевского и Русского императорского флота (1774), генерал-интендант Русского императорского флота (1770—1774), участник Войны четверного альянса, «Войны за ухо Дженкинса» в Новом Свете, Семилетней войны и Русско-турецкой войны (1768—74). В 1752—56 годах занимал должность британского губернатора Ямайки.
Крупный учёный в области военно-морского дела, строитель прибрежных укреплений, доков и кораблей, конструктор приборов, переводчик специальной литературы. Управляя работами по собственным проектам, Ноулз применял передовые методики финансовой отчётности и вносил множество мелких новаций в ход работ, что позволяло выполнять их дешевле и быстрее, чем выходило у его современников. Эффективный администратор, хорошо проявивший себя, как в России, в период руководства всеми тыловыми учреждениями флота, так и во главе ряда британских колоний в Вест-Индии. При всех этих качествах, Ноулз был посредственным флотоводцем, потерпевшим на британской службе ряд значительных поражений. Его отношения с подчинёнными доходили до дуэлей с ними (в Великобритании) и систематических доносов подчинённых на начальника (в России).
В 1772 году привёз в Россию паровую машину Ньюкомена («огнедействующую машину») и, вероятно, первым в мире использовал паровую машину при производства судостроительных работ (на российском флоте; для откачки воды из кронштадтских доков; британское Адмиралтейство от предложений Ноулза отказалось). 

## Семья и ранние годы
Ноулз, вероятно, родился около 1704 года, хотя некоторые источники датируют его рождение 1697 годом. Он считается внебрачным сыном Чарльза Ноллиса, 4-го графа Банбери. Образованием Чарльза занимался его сводный брат, лорд Валлингфорд. В 1718 году Ноулз поступил на службу в военно-морской флот, получив рекомендации от адмирала сэра Джорджа Бинга. Ноулз был зачислен на один из кораблей флота Бинга, 70-пушечный HMS Buckingham, под командованием капитана Чарльза Стрикленда. Через месяц Ноулз был переведён на борт HMS Lenox в качестве адъютанта капитана. Там он оставался до декабря 1720 года, когда флот Бинга уже находился в Средиземном море. Ноулз участвовал в битве при мысе Пассаро 11 августа 1718 года, находясь уже, возможно, временно, на борту флагмана Бинга HMS Barfleur.
Затем Ноулз был переведен на борт HMS Lyme в июне 1721 года, первоначально в качестве адъютанта капитана Вере Боклерка, и 18 месяцев отслужил рядовым матросом. По возвращении в Англию Ноулз был назначен на борт монитора HMS Winchester в Портсмуте, а затем — на флагман сэра Чарльза Вейджера HMS Torbay. В 1730 году Ноулз служил на шлюпе HMS Tryall, откуда был в ранге лейтенанта переведен на борт HMS Lion в марте следующего года, когда британская эскадра отправилась в Вест-Индию под командованием контр-адмирала Карла Стюарта.

## Вест-Индия
Имея репутацию хорошего военного инженера, Ноулз вернулся в Великобританию и стал членом совета по составлению планов строительства Вестминстерского моста. На этом посту он совершил путешествие во Францию, чтобы изучить планировку моста Пон-Нёф. В 1732 году он был назначен командиром 40-пушечного HMS Southampton, но реально в эту должность не вступил, ожидая присвоения соответствующего ранга. В итоге по получении ранга капитана Ноулз был направлен на другое судно — HMS Diamond. В 1739 году Ноулз в составе эскадры отправился в Вест-Индию, где шла война за ухо Дженкинса, в помощь адмиралу Эдварду Вернону. Ноулз встретился с адмиралом в Порт-Рояле, захватив по пути два испанских кораблей, причем один из них перевозил 120000 испанских песо и обмундирование для 6000 солдат. Ноулз не смог следовать за Верноном, когда тот выдвинулся к Портобело, но прибыл туда 27 ноября, через пять дней после победы Вернона. Вернон дал Ноулзу задание уничтожить испанские форты. Когда задача была выполнена, Вернон выразил личное восхищение мастерством Ноулза.
Вернон отправил Ноулза в рейд к Картахене с целью нарушить испанские пути снабжения. Ноулз также смог изучить подходы к испанскому Форту Сан-Лоренсо в Панаме. После завершения миссии и составления плана нападения Ноулз дал команду брандерам атаковать Сан-Лоренцо. В итоге город и форт сдались 24 марта 1740 года, и Ноулз был назначен губернатором форта. Ноулз получил приказ подорвать форт, чего он смог добиться путём подрыва нескольких шахт под бастионами. После завершения рейда флот Вернона вернулся в Порт-Рояль.

### Вернон и осада Картахены
Ноулз провел следующие несколько месяцев в Вест-Индии, после чего вернулся в Англию в качестве сопровождения для 25 торговых судов. В 1740 году он принял командование 50-пушечным HMS Lichfield, а вскоре — 60-пушечным HMS Weymouth, с которым отбыл 24 октября 1740 года в составе флота Шалонера Огла в Вест-Индию. Ноулз входил в совет Вернона 16 февраля 1741 года, который решил совершить нападение на Картахену. Вернон дал Ноулзу задание разведать испанскую оборону, а затем составить план нападения. В ходе осады Ноулз штурмом овладел одним из фортов, захватил испанский флагман и взломал цепь у входа в гавань, позволив британскому флоту войти в неё.
Несколько британских кораблей вошли в гавань на следующий день, в том числе HMS Weymouth Ноулза. По приказу Вернона Ноулз уничтожил несколько вражеских батарей, захватил Кастильо-Гранде и продвинулся глубже в гавань, чтобы отрезать противника от поставок. Вернон назначил его губернатором Кастильо-Гранде и приказал снести крепость, однако ему не удалось найти достаточного количества пригодных боеприпасов. Итоговое отступление британцев стало большим разочарованием для всего флота, и Ноулз стал автором брошюры, опубликованной в 1743 году под названием «Отчет об экспедиции в Картахену», где раскритиковал действия армии.
Флот вернулся на Ямайку, после чего Ноулз вернулся на HMS Lichfield. Он остался в Вест-Индии и занимался в основном укреплением крепостных сооружений и улучшением гаваней Порт-Антонио, Порт-Рояля и Антигуа. Вскоре он стал командором HMS Superb, а затем HMS Severn. Между 1743 и 1745 годами Ноулз служил в качестве старшего помощника сэра Шалонера Огла, сменившего адмирала Эдварда Вернона.

### Сражения при Ла-Гуайре и Пуэрто-Кабельо
Ноулз принял командование 70-пушечным HMS Suffolk в 1742 году, а в 1743 году получил приказ от Огла напасть на испанские поселения Ла-Гуайра и Пуэрто-Кабельо. Испанский губернатор Венесуэлы Габриэль де Сулуага был хорошо информирован о планах британцев и набрал ополченцев и запасся порохом. В итоге нападение на Ла-Гуайру 2 марта 1743 года было отбито защитниками. Ноулз передислоцировался на Кюрасао, откуда 24 апреля напал на Порто-Кабельо, но вновь безуспешно. После этого Ноулз отозвал экспедицию и вернулся на Ямайку.

## Губернатор Луисбурга

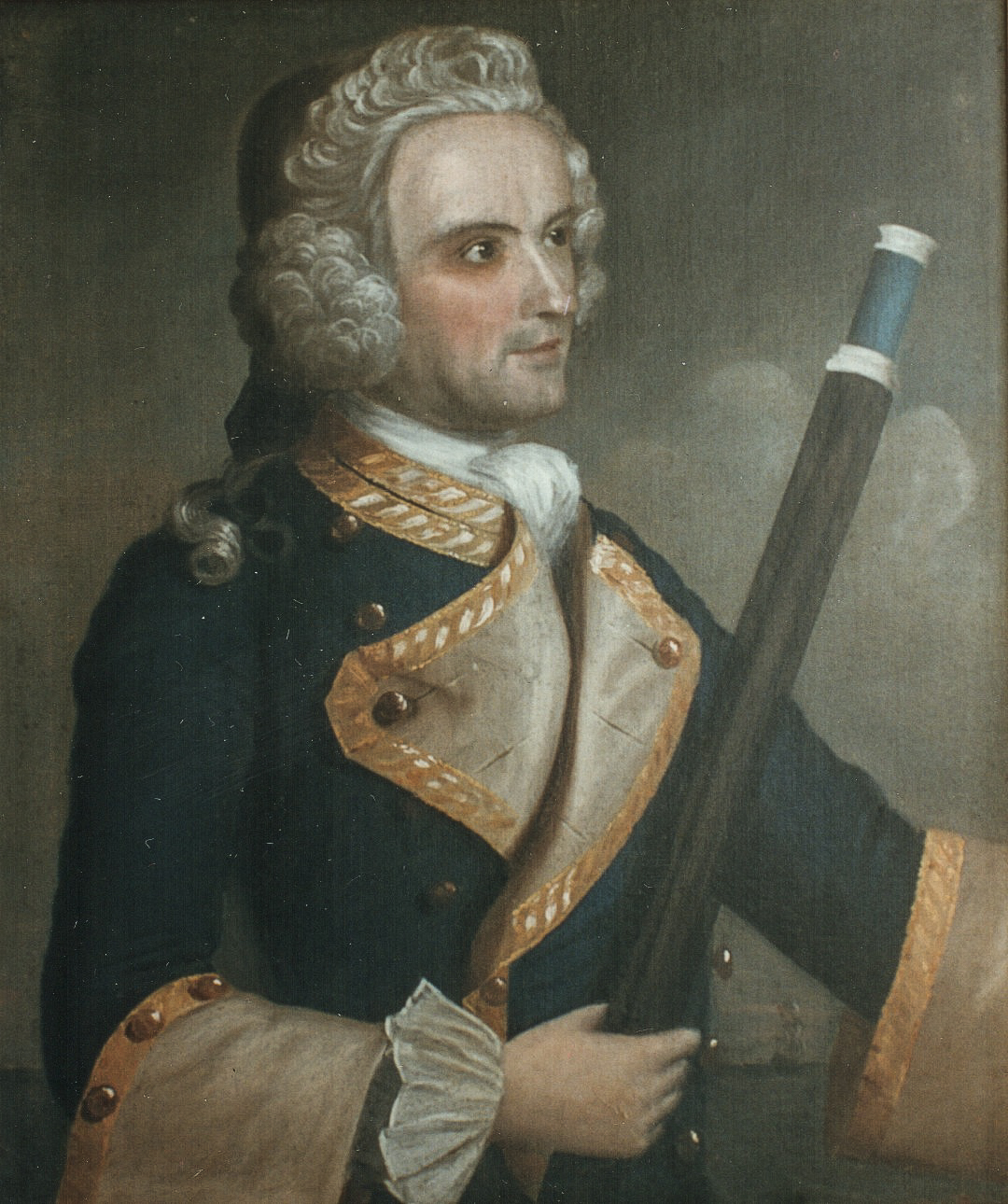
Командор Чарльз Ноулз, губернатор Луисбурга

В 1745 году Ноулз был назначен капитаном недавно построенного HMS Devonshire. Он вернулся в Великобританию в том же году, а в январе 1746 года на борту HMS Canterbury возглавил эскадрон в Даунсе с целью помешать возможному французскому вторжению. В феврале он захватил два французских корабля.
Весной 1746 года Ноулз был назначен губернатором колонии Луисбург в Новой Шотландии. В этой должности он пробыл почти два года, занимаясь ремонтом и улучшением укреплений. 15 июля 1747 года он был назначен главнокомандующим войсками на Ямайке. При вступлении в новую должность он поднял свой флаг на борту HMS Canterbury, но скоро перебрался на HMS Cornwall. Ноулз получил задание атаковать Сантьяго-де-Куба, но встречные ветры вынудили его изменить цель миссии и атаковать форт Сен-Луи-де-Сюд. 8 марта 1748 года, после тяжелой бомбардировки форт сдался. Ноулз был произведен в контр-адмиралы 12 мая 1748 года и он вернулся к Сантьяго-де-Куба 5 апреля, но не смог захватить порт, после чего вернулся на Ямайку.

## Сражение у Гаваны

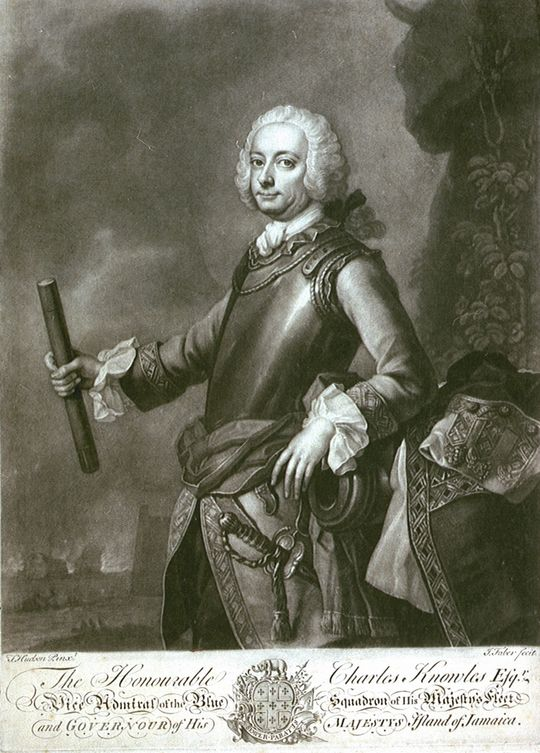
Ноулз в доспехах, на фоне горящего корабля.

После ремонта Ноулз отправился перехватить испанский флот с сокровищами у берегов Кубы. 30 сентября он получил информацию от командира HMS Lenox Чарльза Холмса, который сообщил, что столкнулся с испанским флотом несколькими днями ранее. Флот был обнаружен на следующее утро, но путаница в сигналах к построению привела к тому, что британский флот не смог атаковать в организованном порядке. Хотя битва при Гаване завершилась захватом одного испанского корабля, это было не то, чего ожидал Ноулз. Ноулз был обвинен в плохом командовании и предстал перед трибуналом в декабре 1749 года. Результатом процесса был выговор. Ноулз также ввязался в несколько дуэлей со своими бывшими подчиненными. С Холмсом они обменялись выстрелами, а дуэль Ноулза с Иннесом закончилась гибелью последнего. В конце концов король Георг II вмешался и запретил дуэли по поводу неудачи у Гаваны.

## Губернатор Ямайки
Ноулз был недолго членом парламента между 1749 и 1752 годами, а в 1752-м был назначен губернатором Ямайки. В течение четырехлетнего пребывания на посту губернатора он предпринял шаги по реформированию правовой системы острова, а также перенес столицу в город Кингстон. Его попытки подчинить островную знать британскому правительству привели к его отставке, но его политика была впоследствии поддержана Лондоном. В январе 1756 года Ноулз вернулся в Англию и был повышен до вице-адмирала.

## Дальнейшая карьера
Ноулз был вторым в команде адмирала Эдварда Хоука (1705—1781) в ходе Рошфорской экспедиции в 1757 году, во время Семилетней войны. Ноулз был капитаном HMS Neptune. Ноулз отвечал за бомбардировку французских укреплений, но экспедиция была признана неудачной, и Ноулз был впоследствии подвергнут критике за свои действия. В свою защиту он выпустил брошюру, которая была раскритикована Тобайасом Смолеттом, что привело к иску Ноулза в суд против Смолетта по обвинению в клевете. Процесс Ноулз выиграл. Зимой 1757 года Ноулз был уволен с действительной службы. Он получил чин адмирала 3 декабря 1760 года и титул баронета 31 октября 1765 года.

## Россия
Ноулз оставил флот в 1770 году и принял приглашение Екатерины II поступить на русскую службу. Принятый на служб с тем же чином контр-адмирала и содержанием, что он имел на родине (плюс 6 000 рублей в год так называемых столовых денег), Ноулз был назначен на должность генерал-интенданта флота для приведения этой запущенной сферы в порядок. 
Занявшись тотчас же санкт-петербургским и кронштадтским адмиралтействами, Ноулз оправдал возлагавшиеся на него надежды и за короткий период время своей службы в России сделал сравнительно много: прекратив хищения в портах, ввел более простую и одновременно практичную отчетность, ускорил судостроение и удешевил его, применив целый ряд усовершенствований как в способах постройки военных судов, так и в их вооружении. По проекту Ноулза, в кронштадтском адмиралтействе, в «кресте» канала, были сооружены 3 дока, соединенных между собой и с бассейном, в который из них выпускалась вода; для ускорения этой работы из Великобритании была выписана «огнедействующая» (т. е. паровая) машина. Под личным руководством Ноулза в Санкт-Петербурге и Кронштадте были построены 18 кораблей. 
Командированный в 1772 году на Дунай для осмотра и исправления новопостроенных а также захваченных у неприятеля судов, Ноулз сдружился с фельдмаршалом  Румянцевым. За свои труды он был награждён Екатериной Великой дополнительным денежным подарком в 5 тысяч рублей. Однако, дальнейшая деятельность Ноулза по приведению в порядок материальной части портов и искоренению казнокрадства вызвала сильное противодействие в Адмиралтейств-коллегии и принесла Ноулзу многих врагов, которые подавали на него многочисленные жалобы императрице. В результате Ноулз впал в немилость у Екатерины, причём в упрёк ему были поставлены, якобы, слишком большие требования, предъявленные им для упорядочивания портового хозяйства. В результате, в мае 1774 года Ноулз был уволен с русской службы по собственному прошению с пожизненной выплатой жалования полного адмирала. Согласно оценке, Военной энциклопедии Сытина, «уход его явился несомненно крупной потерей для флота».
Вклад Ноулза в реконструкцию и усовершенствование материальной части русского флота был столь значительным, что британская «The Naval Chronicle» даже называет его вторым после Петра I «отцом русского флота».
Ноулз умер в Лондоне 9 декабря 1777 года и был похоронен в Гилфорде, графство Суррей.

## Семья и личная жизнь
Ноулз был женат на сестре Джона Аллейна, позже спикера Барбадосской палаты депутатов. В браке родился сын, Эдвард Ноулз, который пошел по стопам отца. Он пропал без вести, когда его корабль исчез в море в 1762 году. Во второй раз Ноулз был женат на Марии Магдалине Терезе де Буже (†1796). В 1750 году Мария родила Ноулзу сына, Чарльза-младшего, а после — двух дочерей.
В 1775 году Ноулз перевел трактат М. де ла Круа о механизме движения плавающих тел, отметив в предисловии, что сам проводил эксперименты, подтверждающие выводы де ла Круа. Он также изобрел прибор для измерения давления и скорости ветра — факт, признанный Леонардом Эйлером.

## Галерея

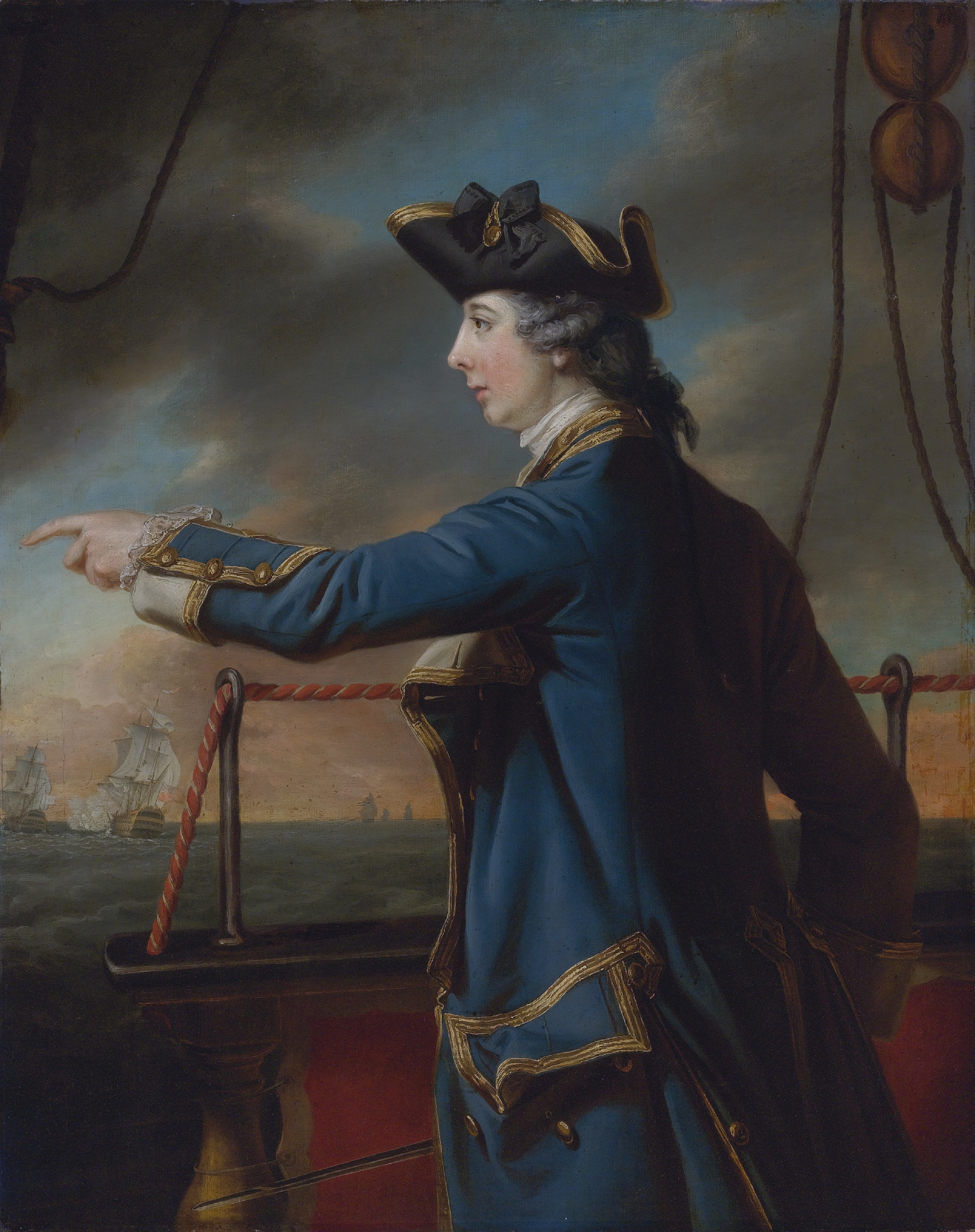
Сын сэра Чарльза Ноулза, Эдвард Ноулз, худ. Фрэнсис Котс. Эдвард Ноулз пропал без вести, когда его корабль, HMS Peregrine, исчез в море в 1762 году.
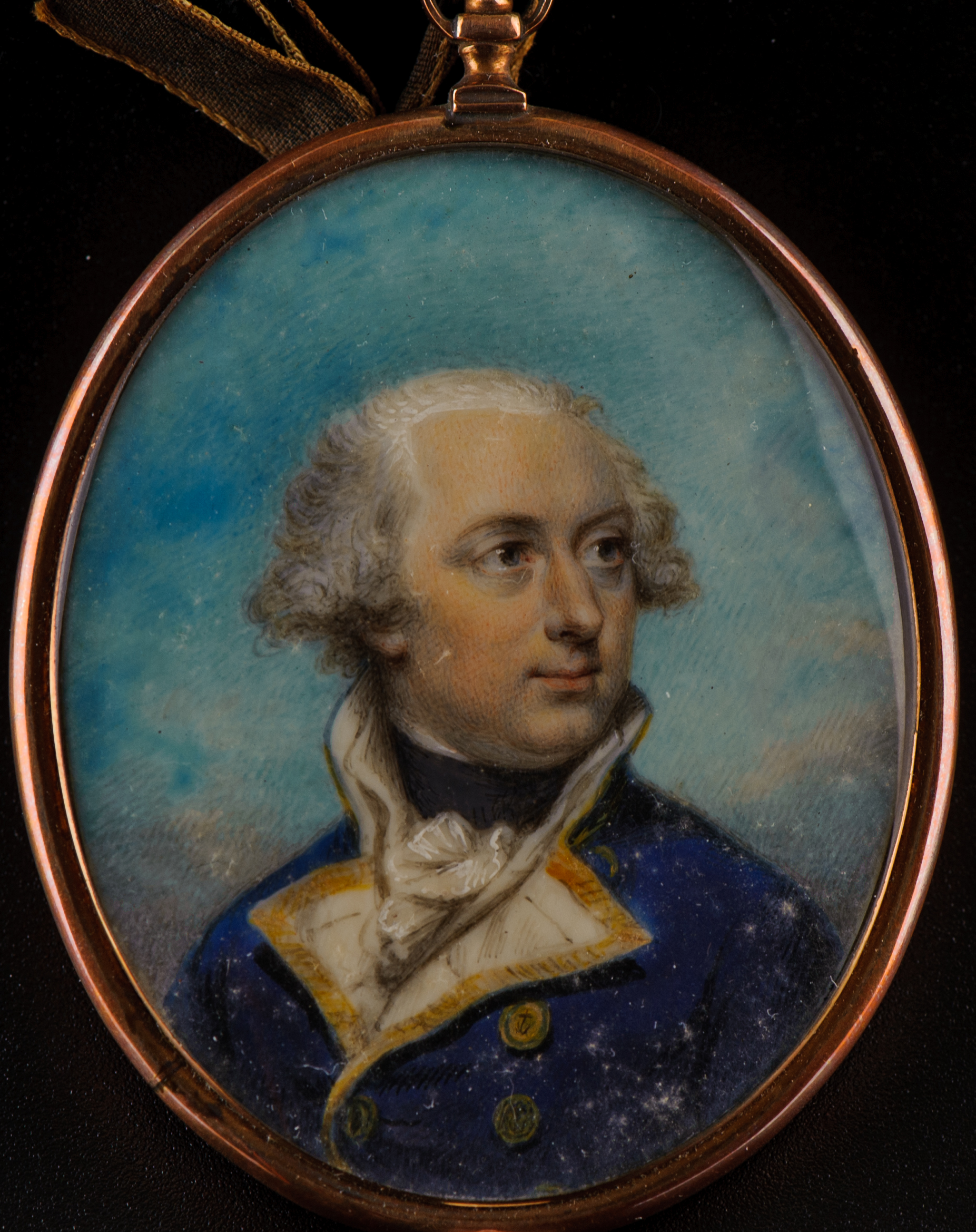
Капитан Чарльз Генри Ноулз (Чарльз младший), 2-й баронет.